# Grander Musashi
Pour les articles homonymes, voir Musashi.
Grander Musashi (グランダー武蔵 ou スーパーフィッシング グランダー武蔵) est un manga de Takashi Teshirogi publié à partir de 1996 et dont le thème est la pêche. Il a été adapté en une série animée japonaise de 25 épisodes en 1997 puis une deuxième série de 39 épisodes en 1998 intitulée Grander Musashi RV.

## Synopsis
Musashi, jeune garçon de Tokyo, emménage dans la campagne avec son père, trois ans après que sa mère les a quittés. Il n'aime pas la campagne, mais il y découvrira cependant la pêche qui deviendra son passe-temps préféré. Y montrant un grand talent dans ce domaine, il parcourra le monde pour pouvoir pêcher des poissons divers et profitera en même temps pour chercher sa mère, dont le père était lui-même un grand pêcheur.